# The Glorious Burden
The Glorious Burden (рус. Славное Бремя) — концептуальный альбом американской хэви-метал-группы Iced Earth, вышедший в 2004 году.

## Об альбоме
Обложка и буклет альбома нарисованы известным российским художником Лео Хао. Помимо стандартного однодискового издания, альбом был выпущен в ограниченном издании на двух дисках, в котором добавлены композиции The Star-Spangled Banner (гимн Америки за авторством Фрэнсиса Скотта Кея), Greenface, акустическая версия When The Eagle Cries, а под эпическую 32-минутную сюиту «Gettysburg (1863)» был выделен весь второй диск. Песня The Reckoning была выпущена отдельным синглом, предварявшим альбом.
Журнал Metal Hammer включил The Glorious Burden в 200 лучших рок-альбомов всех времён.

### Запись
Это первый альбом, записанный с новым вокалистом группы — Тимом «Риппером» Оуэнсом (экс-Judas Priest). Тим занял место Мэтта Барлоу в составе группы, когда запись альбома уже началась, и тем не менее его вокал значительно повлиял на новое звучание. Музыка в альбоме сильнее тяготеет к стилю пауэр-метал, чем предыдущие работы группы. Записи голоса Барлоу, прервавшего свою музыкальную карьеру, были использованы в нескольких песнях в качестве бэк-вокала. Кроме того, в песне High Water Mark лидер группы Джон Шаффер исполнил роль генерала Лонгстрита. Оуэнс, выступавший в составе Judas Priest, изначально был приглашён в качестве временного вокалиста, но остался в группе на постоянной основе после того, как в тот же год Judas Priest воссоединились со своим классическим вокалистом Робом Хэлфордом.

## Концепция
В отличие от большинства предыдущих альбомов группы, тексты песен в Glorious Burden посвящены не мистике и религии, а военной истории. Тексты рассказывают о битве при Ватерлоо, о завоеваниях Аттилы, об асе Первой мировой «Красном Бароне» фон Рихтгофене. Немалая часть песен посвящена истории США: войне за независимость (Declaration Day и Valley Forge) и Гражданской войне, есть и две песни о почти современных альбому событиях — терактах 11 сентября (When the Eagle Cries) и возмездии за них — «Войне с терроризмом» (The Reckoning)  Кульминацией альбома служат три песни, посвящённые трём дням Геттисбергской Битвы, решающего сражения Гражданской войны в США. Американская патриотическая тематика играет важную роль в альбоме, который открывается фрагментом Гимна США, исполненного на электрогитаре.
Это четвёртый концептуальный альбом группы, предыдущие три были посвящены мистической тематике.

## Список композиций
1. The Star-Spangled Banner 1:13
2. Declaration Day 4:53
3. When the Eagle Cries 4:06
4. the Reckoning 4:57
5. Greenface 3:02
6. Attila 5:37
7. Red Baron/Blue Max 4:04
8. Hollow Man 4:24
9. Waterloo 5:44
10. Valley Forge 4:46
Gettysburg trilogy:
11. the Devil to Pay 12:11
12. Hold at All Costs 7:05
13. High Water Mark 12:34

## Участники записи

### Iced Earth
- Джон Шаффер — гитара, бэк-вокал
- Тим Оуэнс — вокал
- Джеймс Макдонау — бас-гитара
- Ричард Кристи — ударные

### Гости
- Мэтт Барлоу (экс-Iced Earth) — бэк-вокал
- Ральф Сантолла — гитара
- Джим Моррис — гитара, продюсирование
- Сэм Кинг, Джефф Дэй — бэк-вокал
- Сюзен МакКуин — флейта
- Майкл ЛоБью — волынка
- Пражский Филармонический Оркестр